# آنتونیو آگوستو فریرا پینتو جونیور
آنتونیو آگوستو فریرا پینتو جونیور (به پرتغالی: Antonio Augusto Ferreira Pinto Júnior) هافبک اهل برزیل است که در شهر ریودو ژانیرو و در تاریخ ۲۸ فوریهٔ ۱۹۸۶ به دنیا آمده‌است.
آنتونیو آگوستو فریرا پینتو جونیور در تیم‌های فوتبال واسکو دوگاما سابقهٔ حضور دارد.